# Saint-Gaudens

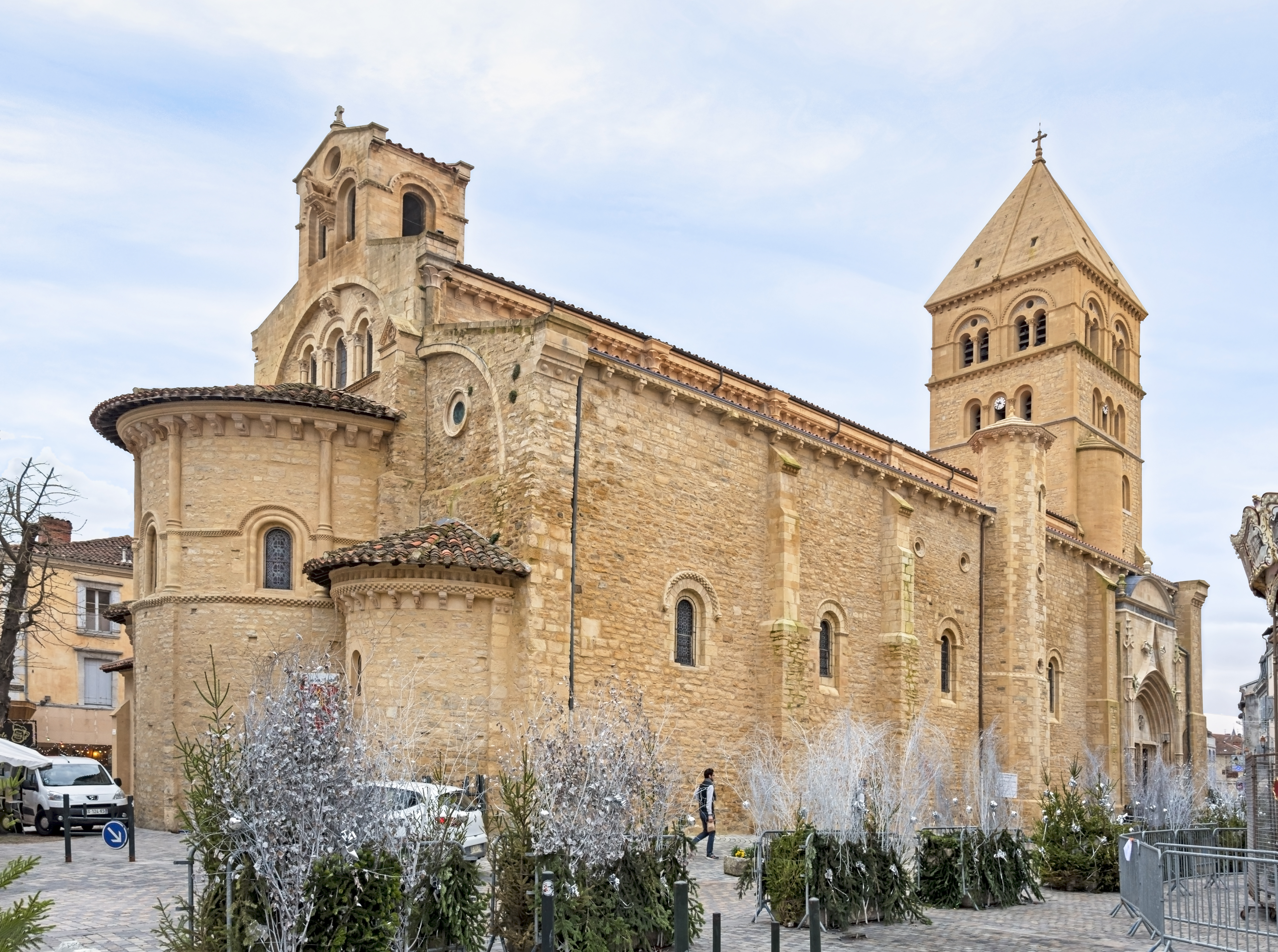
Igreja Saint-Pierre-et-Saint-Gaudens

Brasão de Saint-Gaudens.

Saint-Gaudens (occitan gascon: Sent Gaudenç) é uma comuna da França, situado no departamento de Haute-Garonne, na região do Occitânia.

## Origem do nome
Anteriormente era conhecida como Mas-Saint-Pierre, o nome atual do martírio de Gaudens, pastor que recusou de desistir de sua fé e foi morto pelos visigodos no final do século V.

## Cidades irmanadas
- Barbastro, España.[1]
- Viella, España.
- Avranches, Francia.